# Laurenz Simoens
Laurenz Simoens (21 april 1998) is een Belgisch voetballer die bij voorkeur als aanvaller speelt. Hij stroomde in 2015 door vanuit de jeugd van Cercle Brugge.

## Clubcarrière
Simoens is afkomstig uit de jeugd van Cercle Brugge. Op 8 augustus 2015 maakte hij zijn opwachting in de tweede klasse tegen KFC Dessel Sport. Hij viel na zeventig minuten bij een 0–1 achterstand in voor middenvelder Thibaut Van Acker. Arne Naudts maakte in de toegevoegde tijd het openingsdoelpunt van Stein Huysegems ongedaan. In november 2018 werd zijn contract in onderling overleg verbroken.

## Statistieken
|               |         | Wed | Goals |
| ------------- | ------- | --- | ----- |
| Cercle Brugge | 2015/16 | 8   | 0     |
| Cercle Brugge | 2016/17 | 2   | 0     |
| FC Gullegem   | 2016/17 | 10  | 5     |
| FC Gullegem   | 2017/18 | 26  | 4     |
| FC Gullegem   | 2018/19 | 10  | 3     |
| Torhout KM    | 2018/19 | 13  | 3     |
| Torhout KM    | 2019/20 | 22  | 4     |
| Totaal        |         | 91  | 19    |